# Victoria (Grenada)
Victoria ist eine Siedlung im Osten des Inselstaates Grenada in der Karibik. Der Ort ist der Hauptort des Parish Saint Mark an der Nordwestküste.

## Geographie
Der Ort liegt an der Nordwestküste zwischen Gouyave und Nonpareil, an der Mündung des Saint Marks River in die Saint Mark Bay.